# 宋光嗣
宋光嗣（9世纪—925年12月8日），五代十国时期前蜀当权宦官，效力全部两代皇帝王建和王衍。

## 效力王建
宋光嗣是福州人，为人通敏有心计。王建建国前，于天祐二年（905年）将一个女儿嫁给盟友岐王李茂贞的从子天雄节度使李继崇。王建建国后，封这个女儿为普宁公主（按《十国春秋》）或普慈公主（按《资治通鉴》），作为宦官的宋光嗣最早即侍奉她。
公主和李继崇的婚姻不愉快。永平元年（911年）正月，公主派宋光嗣送绢书给王建，说李继崇骄矜嗜酒，请求回成都。王建召公主归宁（訪視娘家），但公主回到成都后，王建留下了她，讓她不必回到李继崇身邊，以宋光嗣为阁门南院使。李茂贞愤怒了，和蜀绝交。
光天元年（918年）五月，宋光嗣时任宣徽南院使，王建病了，另一宦官内飞龙使唐文扆试图控制宫禁，掌控国政。事泄，王建养子和以太子王衍相托孤的大臣马步都指挥使兼中书令王宗弼率众官员闯入宫中，贬唐文扆，以宋光嗣主都城及行营军旅之事。此前一直没有将宦官任为枢密使的王建因害怕托孤众人王宗弼和其他养子金吾使兼中书令王宗瑶、兼中书令王宗绾、兼中书令王宗夔不为幼主所用，而任宋光嗣为内枢密使。六月，王建崩，王衍继位。

## 效力王衍
王衍登基后，以宋光嗣判六军诸卫事，国政多委王宗弼和宋光嗣。王宗弼爱受贿，宋光嗣善逢迎，史家认为前蜀因他俩而势衰。有了宋光嗣的先例，王衍又任内给事王廷绍、欧阳晃、李周辂、宋光嗣从弟宋光葆、宋承蕴、田鲁俦等为将军及军使，皆委政。九月，宋光嗣将判六军之权让给王宗弼，王衍同意了。
乾德六年（924年）四月，前蜀东北邻国后唐客省使李严出使前蜀，宋光嗣奉后主命召他并设酒宴，问及近事，李严极言后唐之威，宋光嗣说：“其余未知，惟岐下宋公（指李茂贞，本名宋文通），我之姻好，洞见其心，反覆多端，专谋跋扈，大不足信。似闻契丹部族，近日稍强，大国无虑吗？”李严说：“你觉得契丹强盛，比伪梁如何？”宋光嗣说：“比梁差劣。”李严说后唐视契丹如蚤虱，良将劲兵布天下，可以轻易平定，只因其不能害唐且属于四夷才不动兵。宋光嗣闻其辩对，畏惧而奇之。四月，李严回国，极言因王衍荒淫失德，前蜀国政紊乱之状。九月，王建养子前山南节度使兼中书令王宗俦试图说服王宗弼废黜王衍，另立更能干的新帝。但王宗弼犹豫不决，王宗俦担心事泄，忧愤而死。王宗俦死后，王宗弼却告诉宋光嗣和另一枢密使景润澄等：“王宗俦叫我杀了你们这种人。现在他死了，你们不用担忧了。”宋光嗣等人俯伏泣谢。但王宗弼子王承班闻之，却说：“我家不能免祸了。”
宋光嗣任枢密使期间，断决关于国事的奏章，多视同儿戏，藐视军机到了判语多用谑词韵句的地步。成都有九头鸟，秘书郎杨义方作诗有“有好惜羽毛还鬼窟，莫留灾害与苍生”句，宋光嗣怀疑是讥刺自己，怀恨，奏贬之。王衍想召金堂令张蠙知制诰，宋光嗣称张蠙轻傲，阻其进用。
太子洗马林罕作《十在文》，称有宋光嗣等十臣在，何忧社稷不安，实则反讽十人为祸乱之根，称“有宋光嗣在，受先皇之坟托，为大国之栋梁。既不输忠，又不知退。恣一门之奢侈，任数力之骄矜。徒为贪饕之人，实非社稷之器。”咸康元年（925年），王衍忽然举觞不悦，说：“北有后唐，南有蛮诏，朕既不能吊伐，是所忧也。”时任特进、检校太傅顾在珣奏以《十在文》，后主览之大笑，赐顾在珣彩五百段，加右金吾卫将军、开府仪同三司、检校太尉，令所司编入国史。顾在珣就此冒用林罕之文换取直言之名，将赏赐的一半给林罕，而林罕不得任用而卒。
当年，后唐庄宗嫡长子魏王李继岌率军大举伐蜀。王衍起初却直到十月武兴军失守也没觉得这是大威胁，王宗弼和宋光嗣也安抚他说，东川、山南兵力尚全，只要用大军扼守利州，唐军必定不敢深入。但唐军却接连击败蜀军，王衍害怕，从利州逃回成都，留王宗弼守城，又命王宗弼处决对唐战败的三招讨使随驾清道指挥使王宗勋、王宗俨、兼侍中王宗昱。王衍出逃后，王宗弼却也放弃利州，会合三招讨使，对他们说是宋光嗣要杀他们。他们因而合谋投降唐军。十一月，王宗弼率军回成都，劫持王衍、太后、后宫、诸王，杀时为东院开府的宋光嗣、西院开府景润澄、宣徽使李周辂、宣徽使北院开府欧阳晃、文思殿大学士、礼部尚书、成都尹韩昭，张榜称奉魏王教令诛之，称他们弄权及蛊惑王衍之罪，函首送于唐军前；后迫使王衍降唐。